# Raymond Mayné
Raymond Mayné (* 20. März 1887 in Ixelles; † 2. November 1971) war ein belgischer Entomologe. Sein Hauptinteresse galt den Wanzen.

## Leben
Mayné erwarb 1909 das Agraringenieursdiplom in Gembloux. Von 1911 bis 1914 arbeitete er für die Kolonialregierung von Belgisch-Kongo als Entomologe an der landwirtschaftlichen Station von Congo-Da-Lemba und von 1914 bis 1920 am Botanischen Garten von Eala. Er veröffentlichte mehrere Artikel über afrikanische Insekten, insbesondere in Zusammenarbeit mit Camille Donis, der Professor für tropische Forstwirtschaft wurde. 1920 wurde Mayné zum Professor am Agronomischen Institut in Gembloux ernannt. Er lehrte Agrarzoologie und Entomologie und übernahm 1921 den Direktorenposten der staatlichen entomologischen Station. Von 1932 bis 1935 war Mayné Sekretär des Akademischen Rates der Gemeinde Gent. Von Oktober 1947 bis 1950 war er Honorarrektor des Agronomischen Instituts in Gembloux. 1957 ging er als emeritierter Professor in den Ruhestand. In Zusammenarbeit mit Robert Breny veröffentlichte er mehrere Schriften über den Kartoffelkäfer, insbesondere über dessen Biologie und Bekämpfung. Mayné und Breny waren der Ansicht, dass die Baumwanzenarten Picromerus bidens und Troilus luridus eine effiziente Waffe bei der Bekämpfung des Kartoffelkäfers sein könnten. Eine praktische Anwendung fand jedoch nicht statt. Nach dem Krieg erhielt Mayné einen Zuschuss zum Betrieb des CEREA, eines landwirtschaftlichen Forschungszentrums, das in mehrere Labore unterteilt war, darunter eines über Schadinsekten an gelagerten Lebensmitteln und ein anderes über holzfressende Insekten. Mayné untersuchte auch die Ulmenkrankheit.

## Schriften (Auswahl)
- Une peste du café arabica, 1912
- Les scolytes et l’extension des résineux, 1914
- Les vers à soie congolais, 1925
- Les Pissodes en Belgique, 1926
- La mouche des fruits Rhagoletis cerasi, 1932
- Une pyrale nouvelle nuisible à l’Elalis guineensis (Pimelephila ghesquierei Tarus), 1932
- La stérilisation des sols, 1932
- La mouche de la betterave, 1932